# Typhlichthys subterraneus
Typhlichthys subterraneus е вид лъчеперка от семейство Amblyopsidae. Видът е почти застрашен от изчезване.

## Разпространение
Разпространен е в САЩ (Алабама, Арканзас, Джорджия, Кентъки, Мисури и Тенеси).

## Описание
На дължина достигат до 9 cm.
Продължителността им на живот е около 4 години.